# へこんだ気持ち 溶かすキミ
『へこんだ気持ち 溶かすキミ』（へこんだきもち とかすキミ）は、三枝夕夏 IN dbの8枚目のシングル。

## 内容
- シングル3ヶ月連続リリースの第1弾である。
- 初回盤の特典としてDVDが封入されている。
- タイトル曲・カップリング曲（「眠る君の横顔に微笑みを 〜TV version〜」を除く）ともに非常に遊び心溢れる作品となっている。

## 収録曲
全作詞：三枝夕夏
1. へこんだ気持ち 溶かすキミ
作曲：大野愛果、編曲：小澤正澄
  - 日本テレビ系『TVおじゃマンボウ』エンディングテーマ。
  - 「CHU☆TRUE LOVE」の様な「夏」を感じる疾走感に、キュートで可愛い感じの曲が聞きたいという声があり、三枝夕夏が、その場でメモ書きした歌詞をディレクターが面白そうだと、三枝のメモ書きした歌詞をすぐに大野愛果のところに持って行き、頼んで作曲してもらった曲である。
  - 「ネッ！」と入るところは最初の三枝が書いた歌詞になく、作曲した大野愛果が付け加えてくれたもので可愛く良かったから採用したとのことである。
  - 三枝が飼っているペットのトイプードルの「チョコ」が曲中に名前が出てくる。三枝は曲中の「チョコ」を、もし自分の好きな人や恋人がいたらと例えたり、想像して歌ったと語っている。
  - 13thシングル『君の愛に包まれて痛い』収録曲に、名古屋出身でもある三枝が名古屋弁で歌う名古屋弁バージョンがある。
2. 君のハートに胸キュン②
作曲：岩井勇一郎、編曲：後藤康二
3. 眠る君の横顔に微笑みを (TV version)
4. 君と約束した優しいあの場所まで 〜PROMISED MIX〜
5. へこんだ気持ち 溶かすキミ 〜Instrumental〜

### DVD（初回限定盤のみ）
Precious Moment Movie (LIVE×MAKING)

## 収録アルバム
- U-ka saegusa IN db II（#1,2）
- 三枝夕夏 IN d-best 〜Smile&Tears〜（#1,2）
- U-ka saegusa IN db Final Best（#1）